# روبرت إم. غرانت
روبرت إم. غرانت (بالإنجليزية: Robert McQueen Grant)‏ هو مؤرخ وعالم أمريكي، ولد في 25 نوفمبر 1917 في إيفانستون في الولايات المتحدة، وتوفي في 10 يونيو 2014 في هايد بارك في الولايات المتحدة.